# Loches-sur-Ource
Loches-sur-Ource település Franciaországban, Aube megyében. Lakosainak száma 350 fő (2022. január 1.). Loches-sur-Ource Chacenay, Courteron, Essoyes, Gyé-sur-Seine, Landreville, Viviers-sur-Artaut és Noé-les-Mallets községekkel határos.

## Népesség
A település népessége az elmúlt években az alábbi módon változott:
| Lakosok száma | 397  | 431  | 389  | 363  | 365  | 359  | 353  | 349  | 347  | 350  |
|               | 1968 | 1982 | 1990 | 2006 | 2013 | 2015 | 2017 | 2019 | 2020 | 2022 |